# Пензев, Герман Парфенович
Ге́рман Парфёнович Пе́нзев (10 августа 1930 — февраль 2005) — советский и российский скульптор-монументалист, член Союза художников СССР, лауреат премии им. А. К. Толстого «Серебряная лира».

Бюст А. К. Толстого работы Г. П. Пензева.

Уроженец Алтайского края. В 1957 году окончил скульптурный факультет Академии художеств (мастерская М. А. Керзина), после чего был направлен на работу в Брянск. С Брянским краем оказалась связана вся его дальнейшая жизнь.
Герман Парфёнович — автор свыше 100 работ (включая 43 крупных), хранящихся в музеях Брянской области и соседних регионов. Мемориалы героям-партизанам, солдатам и безвинно погибшим брянцам, декоративная скульптура, жанровые сцены, женские типажи — таков разносторонний творческий интерес мастера.
Своеобразной «визитной карточкой» скульптора стал бюст А. К. Толстого, установленный в брянском парке-музее, носящем имя писателя. В 2001 году эта работа была отмечена премией им. А. К. Толстого «Серебряная лира».
Обстоятельства смерти Г. П. Пензева до конца не выяснены.